# Леприкон 4: У свемиру
Леприкон 4: У свемиру (енгл. Leprechaun 4: In Space) је амерички научнофантастични хорор филм из 1997. године, режисера Брајана Тренчард-Смита, наставак филма Леприкон 3, са Ворвиком Дејвисом, Ребеком Карлтон, Брентом Џасмером и Џесиком Колинс у главним улогама.
Филм је добио изразито негативне критике. Критичари са Rotten Tomatoes оценили су га са 14%, док му је публика дала нешто више, 21%. А. В. Клуб, описао је филм као очајнички покушај да се настави хорор серијал, без поштовања континуитета и закона реалности.
Поједине сцене у филму представљају пародију Ратова звезда, па је тако Леприкон једног од споредних ликова убио зеленом светлосном сабљом.
Три године касније добио је наставак под насловом Леприкон 5: У гету.

## Радња
Смртоносни Леприкон овога пута трага за својим златом по свемиру. Уз њега је прелепа принцеза Зарина, која је импресионирана његовим богатством и жели да уклони Леприкона, како би наследила све.

## Улоге
| Глумац         | Улога               |
| -------------- | ------------------- |
| Ворвик Дејвис  | Леприкон            |
| Ребека Карлтон | Принцеза Зарина     |
| Брент Џасмер   | наредник Букс Малој |
| Џесика Колинс  | др Тина Ривс        |
| Гај Сајнер     | др Митенхенд        |
| Гари Гросман   | Харолд              |
| Тим Колчери    | „метална глава”     |
| Мигел Нуњез    | Стикс               |
| Деб Данинг     | Долорес Костељо     |
| Мајк Каницо    | Дени О’Грејди       |
| Рик Питерс     | Муч                 |
| Џеф Мид        | Ковалски            |
| Лад Јорка      | Лаки                |